# Forsthof (gemeindefreies Gebiet)

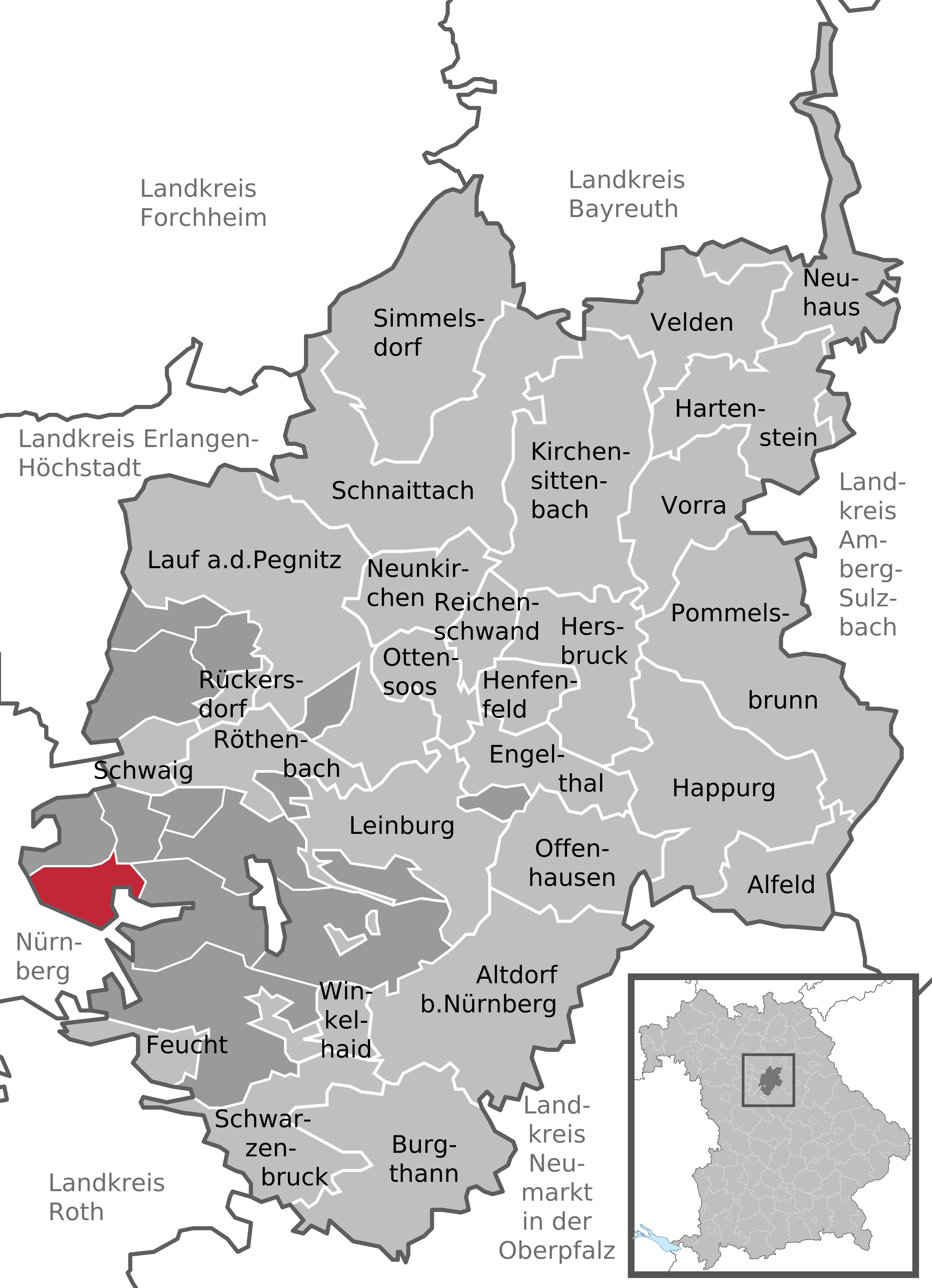
Lage des gemeindefreien Gebiets Forsthof im Landkreis Nürnberger Land

Forsthof ist ein gemeindefreie Gebiet und eine Gemarkung im mittelfränkischen Landkreis Nürnberger Land.
Die Fläche vom gemeindefreien Gebiet beträgt 7,428 km² und ist mit der Fläche der Gemarkung deckungsgleich. Die Gemarkung ist in 43 Flurstücke aufgeteilt, die eine durchschnittliche Flurstücksfläche von 172749,77 m² haben.

## Lage
Der Staatsforst ist der nordwestlich von Fischbach und östlich der Nürnberger Stadtteile Langwasser und Zerzabelshof gelegene Teil des Lorenzer Reichswaldes. Die Bundesstraße 4 bildet die südwestliche Grenze. Der Bärenbühl (49° 26′ 7,76″ N, 11° 11′ 37,28″ O) ist mit 360 m ü. NHN die höchste Erhebung. Das Gebiet ist Bestandteil des EU-Vogelschutzgebietes-Gebiets Nürnberger Reichswald.

## Gewässer
Das Gebiet wird von Ost nach West vom Fischbach durchflossen. Hutgraben, Tiefer Graben und Schwarzer Graben münden im Gebiet in den Fischbach.
Westlich von Fischbach befindet sich der Eisweiher (49° 25′ 32″ N, 11° 10′ 30″ O). Etwa in der Mitte des Gebietes liegt der Holzweiher (49° 25′ 54″ N, 11° 9′ 24″ O). Beide Weiher werden vom Fischbach durchflossen.
Jenseits des nordwestlichen Randes liegt der Valznerweiher.

## Schutzgebiete
Bedeutend ist der Naturwald Feuchtwälder im Nürnberger Reichswald, der eine Teilfläche im Forsthof hat und das größte Waldschutzgebiet in Mittelfranken ist.

## Sehenswertes
Das Gebiet wird durchzogen von einigen Rad- und Wanderwegen.
- Die Russenwiese, eine Lichtung und ehemaliges Lager für russische Kriegsgefangene. (49° 25′ 54,52″ N, 11° 8′ 46,82″ O)
- Reste der ehemaligen Trümmerbahn (49° 25′ 48,43″ N, 11° 9′ 23,8″ O)
- Reste einer gesprengten ehemaligen Flakbatterie (49° 25′ 11,24″ N, 11° 10′ 31,8″ O)
- Forstreviergrenzstein beim Schüsselstein (49° 26′ 17,23″ N, 11° 11′ 13,88″ O) befindet sich dieser Forstreviergrenzstein. Hier sind Laufamholz, Brunn und Forsthof abgegrenzt.[6] Der dreieckige Sandsteinpfeiler mit Nischenaufsatz ist vom Bayerischen Landesamt für Denkmalpflege als Baudenkmal (D-5-64-000-2245) ausgewiesen.
- Ludwig-Weber-Denkmal[7], Gedenkstein zur Ermordung des Wachtmeisters Ludwig Weber (49° 25′ 27,84″ N, 11° 10′ 37,67″ O)
- Ein Sühnekreuz und ausgewiesenes Baudenkmal (D-5-64-000-2242) ab der B8 (49° 25′ 13,1″ N, 11° 9′ 44,29″ O)
- Eine Wehranlage, Teilung des Fischbaches mit Überlauf zum Goldbach/Hutgraben (49° 26′ 5,57″ N, 11° 8′ 52,4″ O)
- Die Ehemalige Strafanstalt am Holzweiher (49° 26′ 5,86″ N, 11° 9′ 16,52″ O)

## Bildergalerie

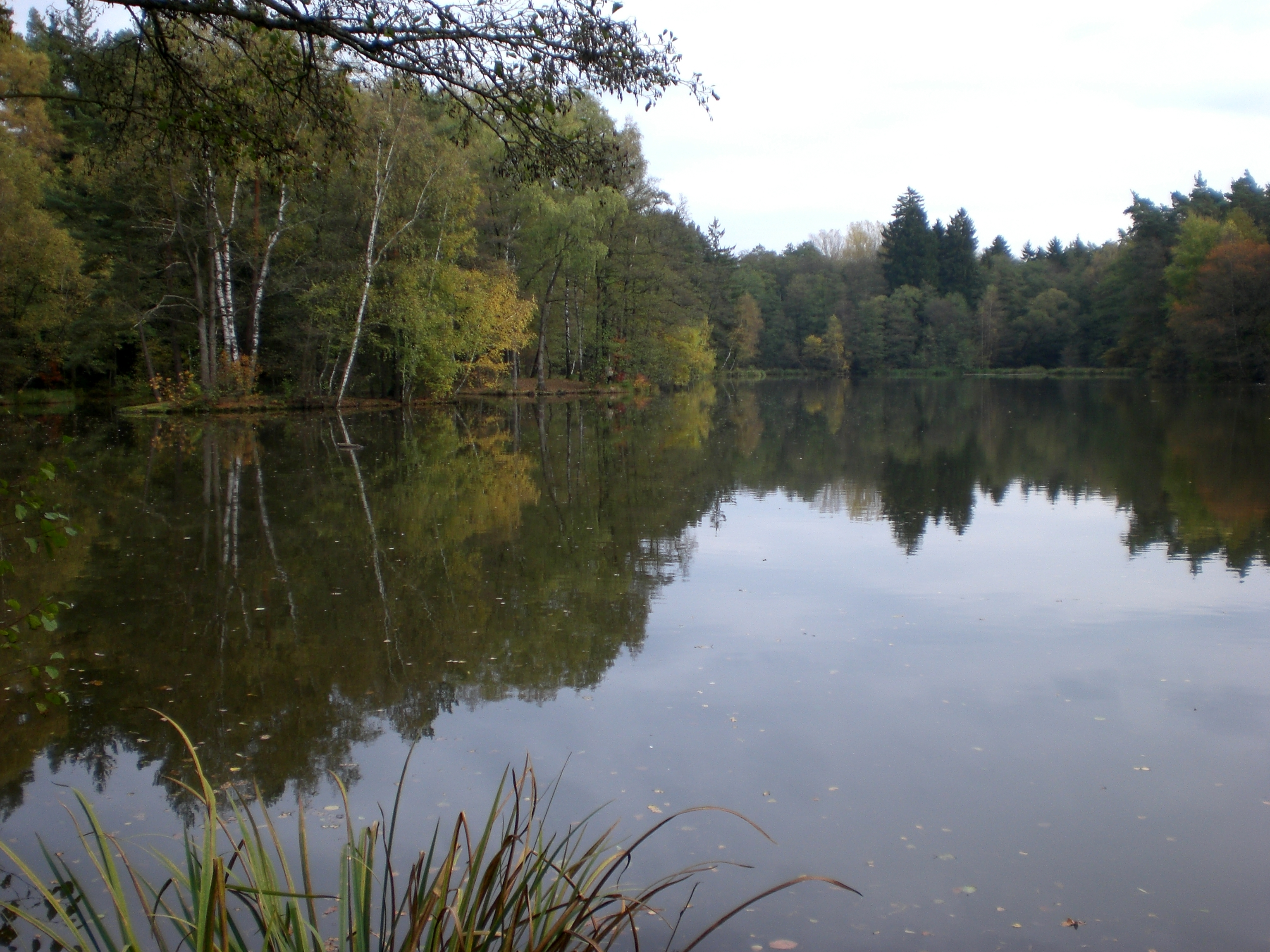
Der Eisweiher bei Fischbach
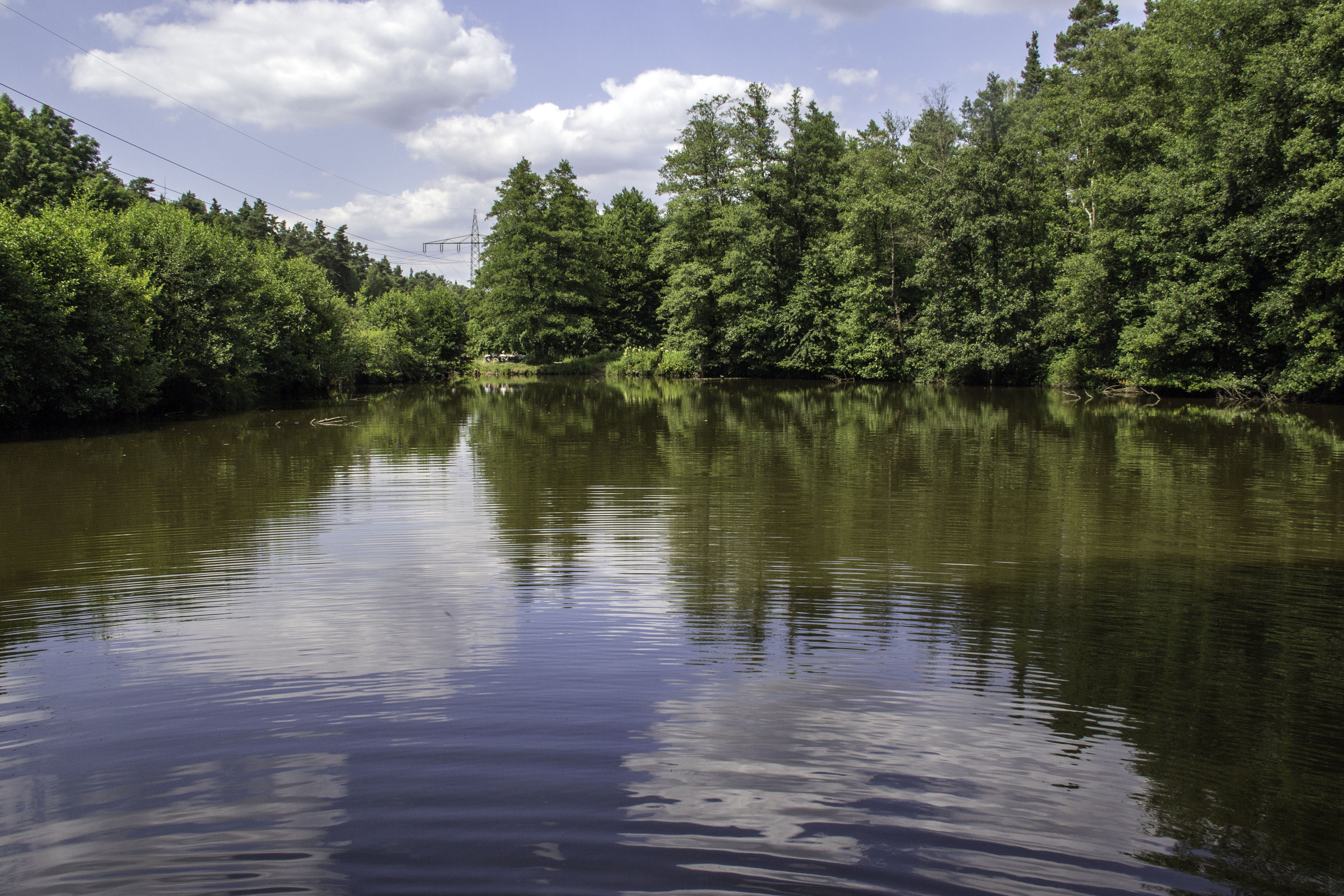
Der Holzweiher
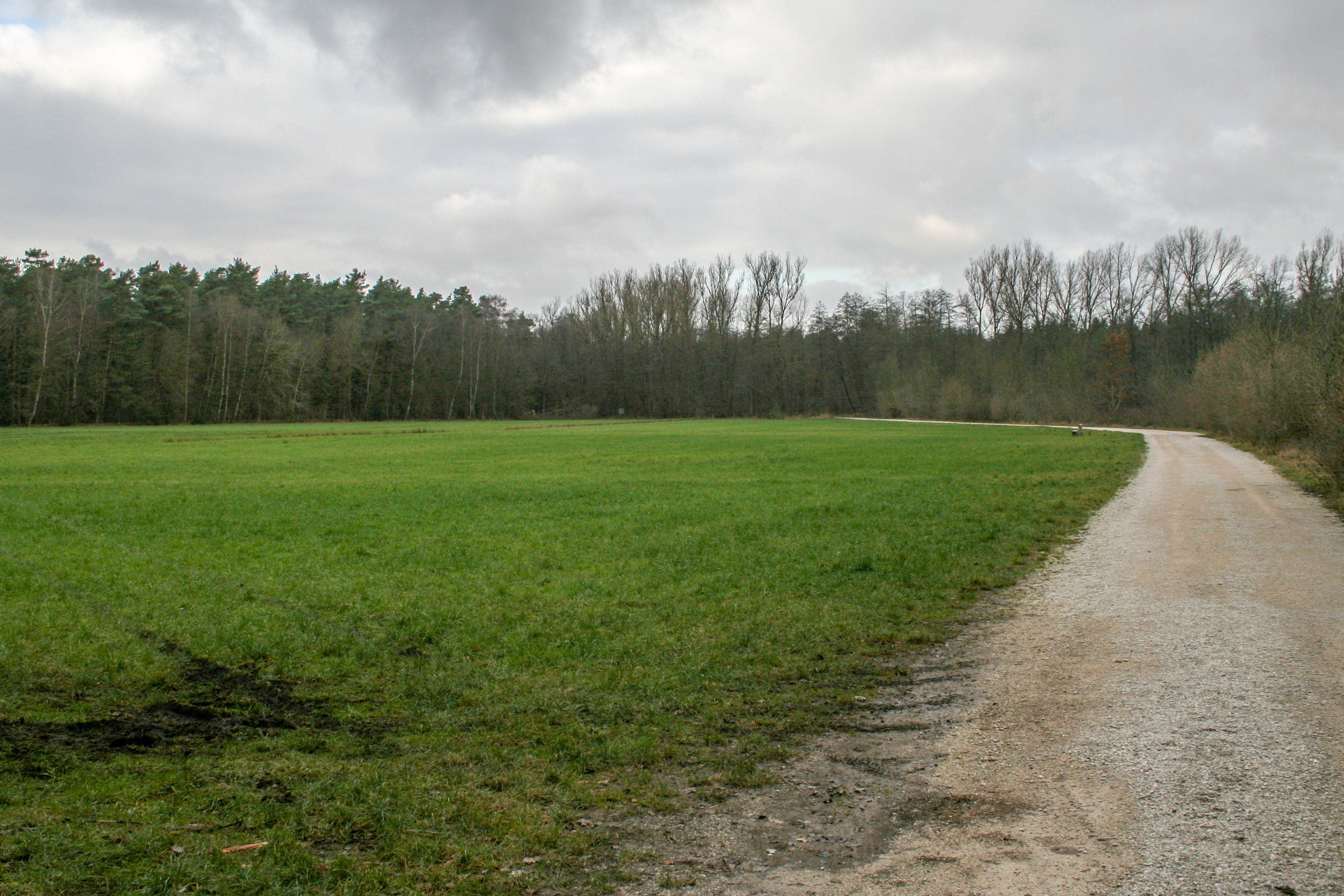
Die Russenwiese
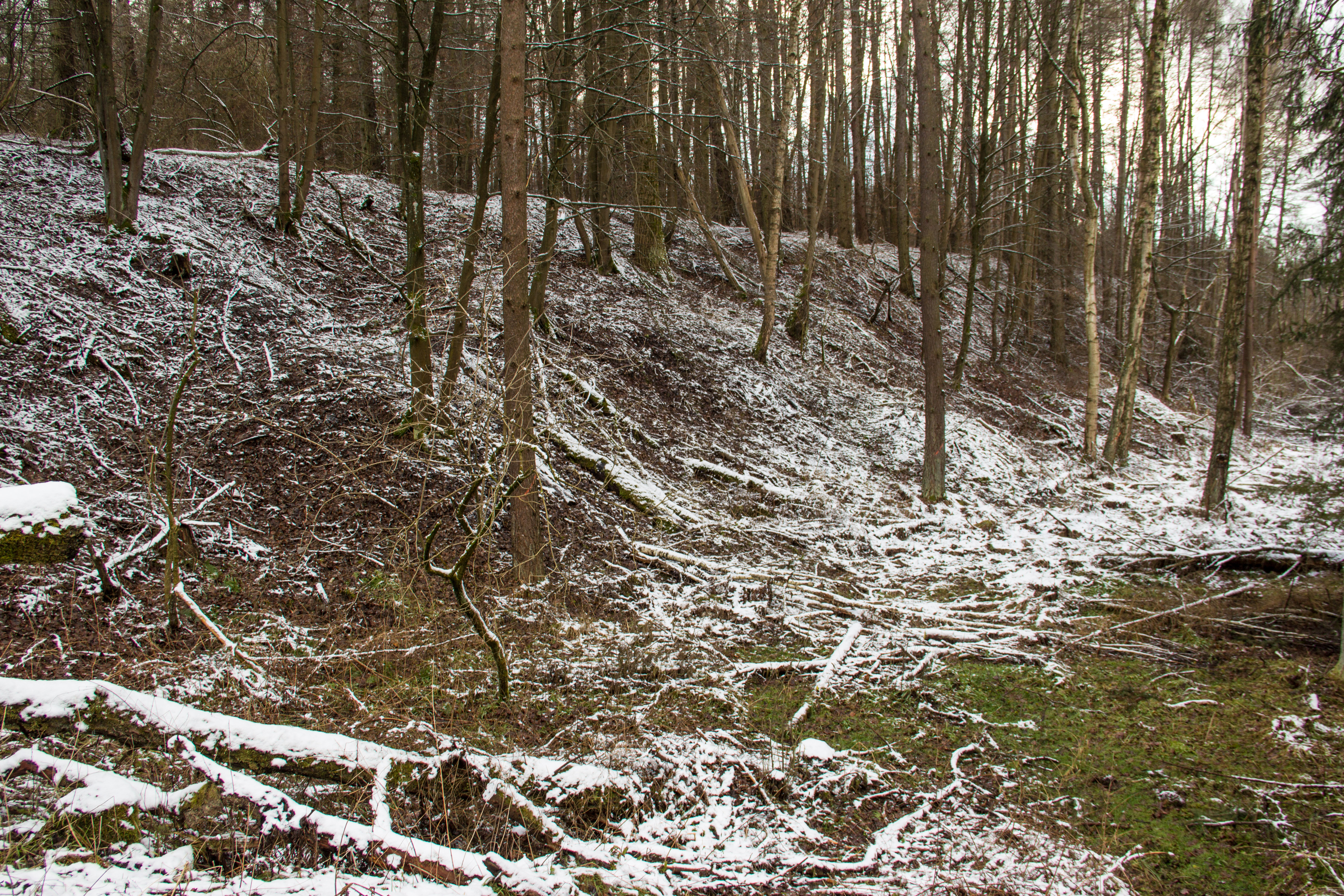
Die Trümmerbahn Nürnberg
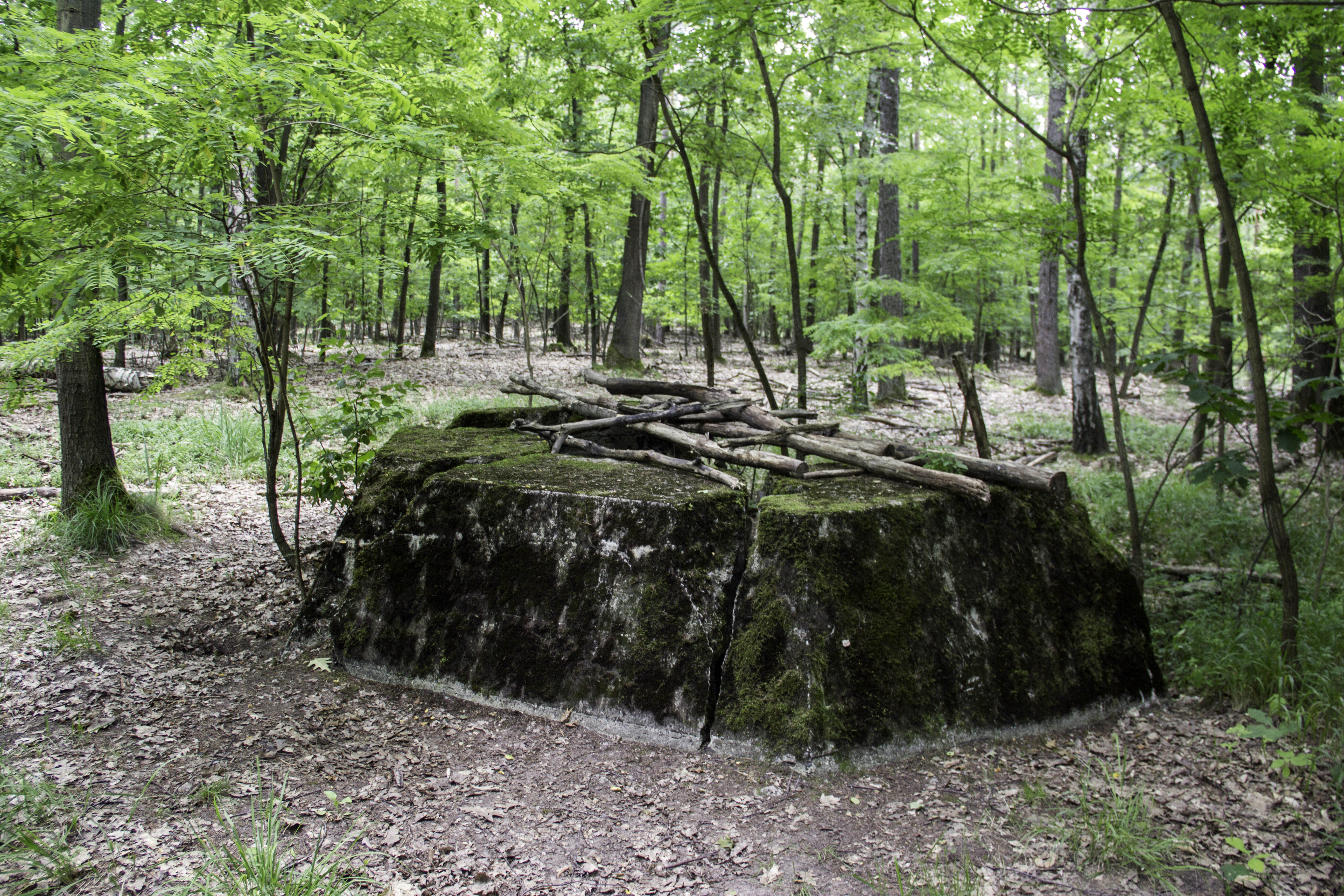
Die Fischbacher Flakbatterie
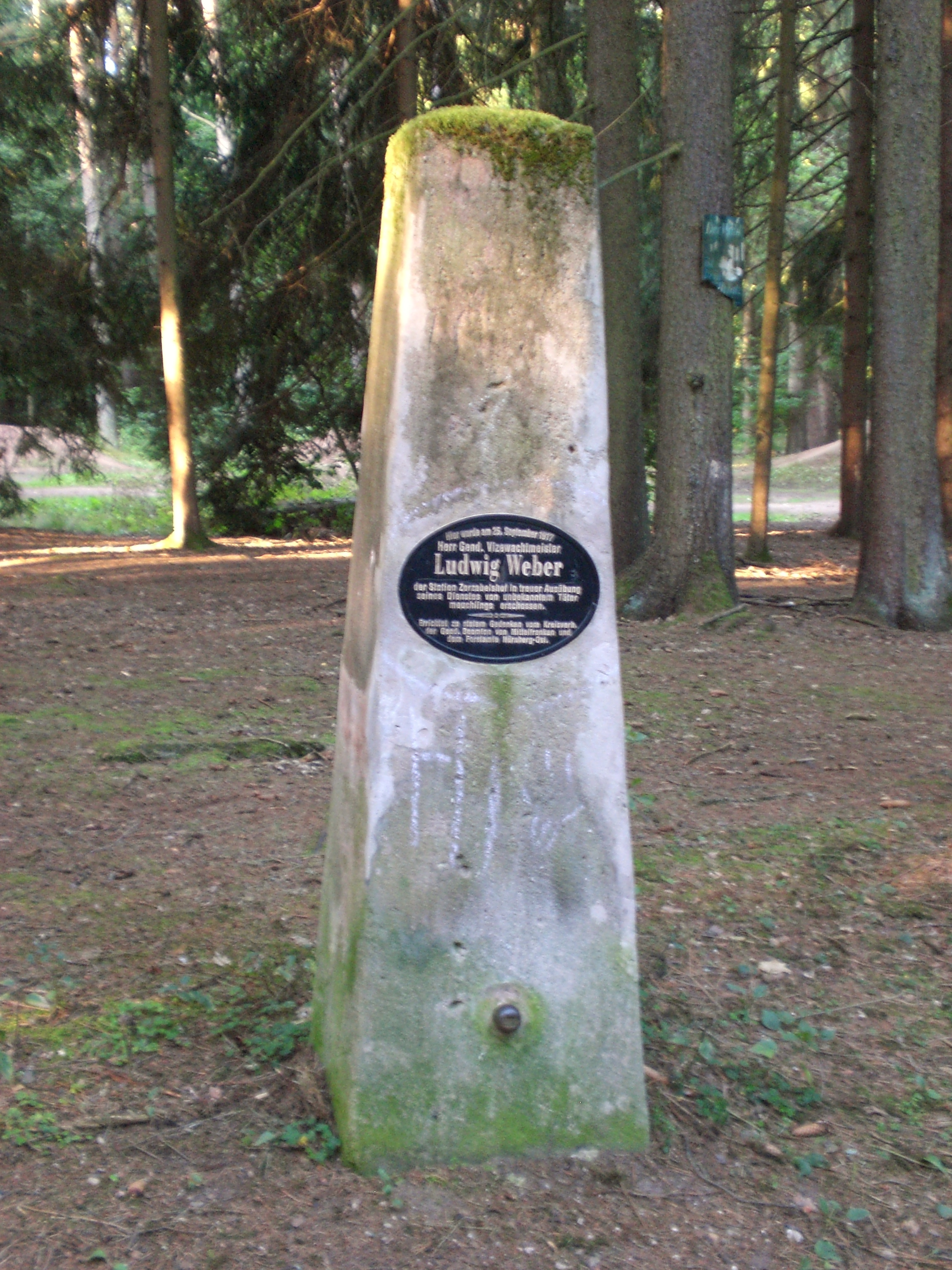
Ludwig Weber Denkmal
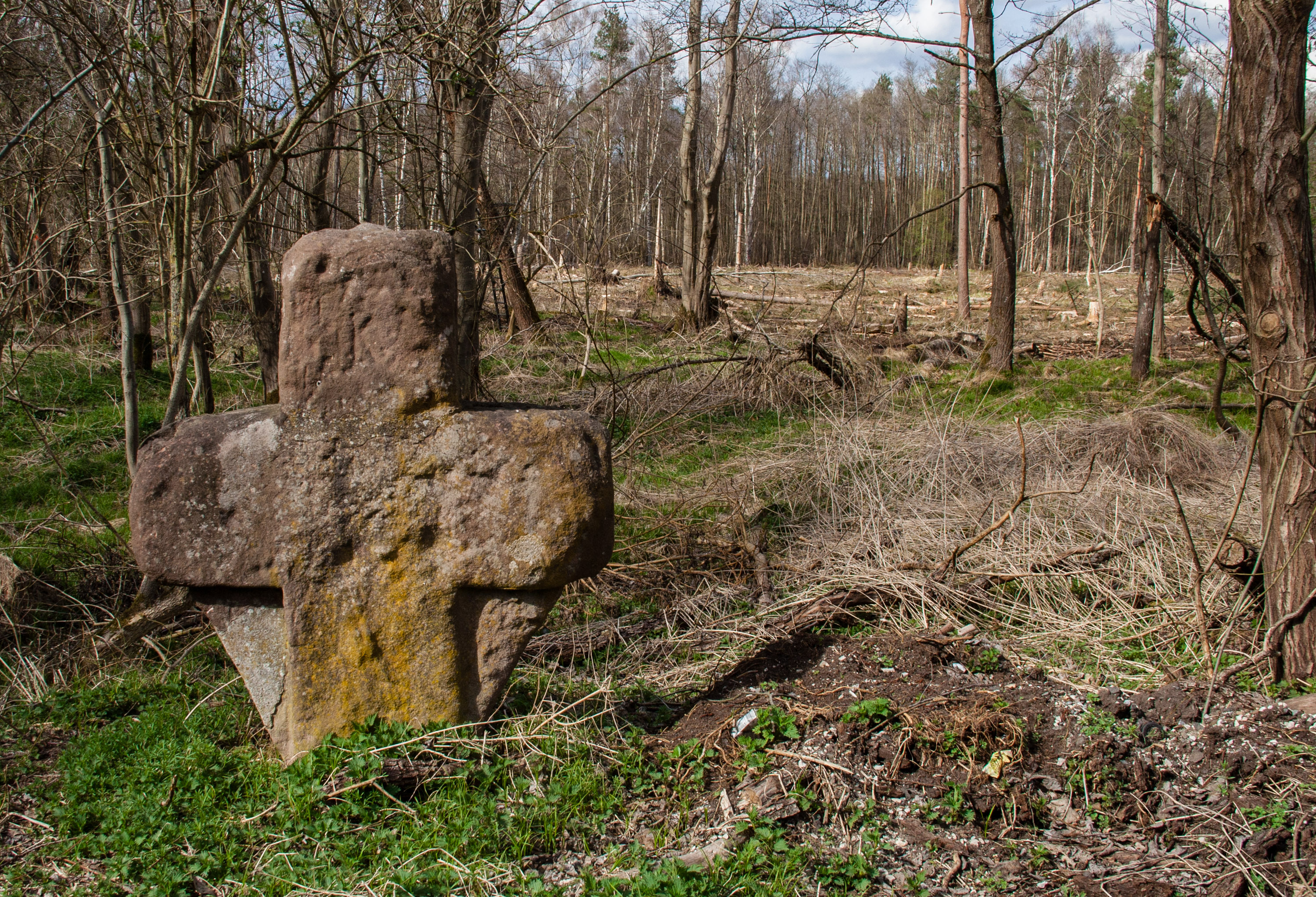
Das Sühnekreuz an der B4
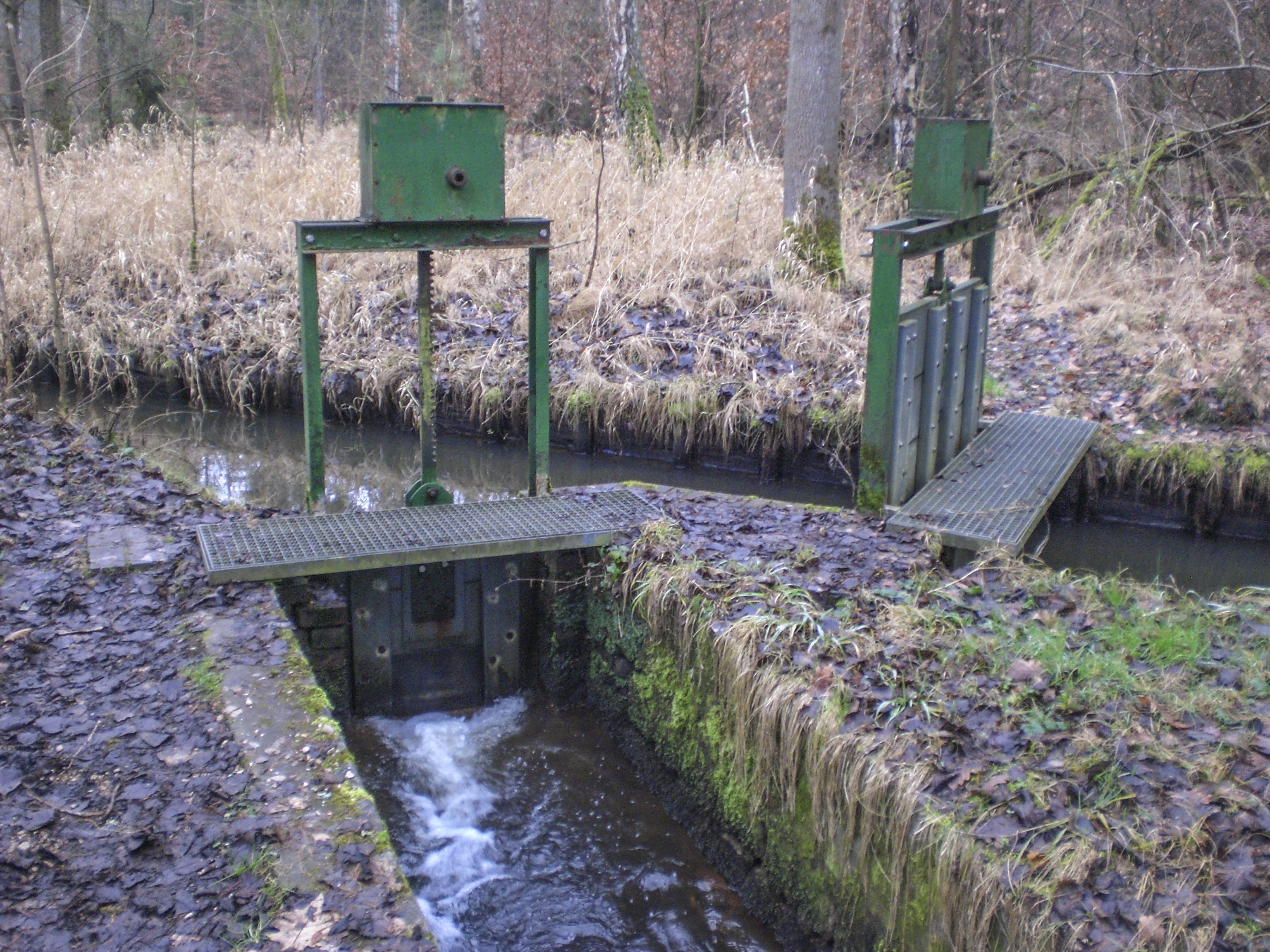
Wehranlage zur Teilung des Fischbaches
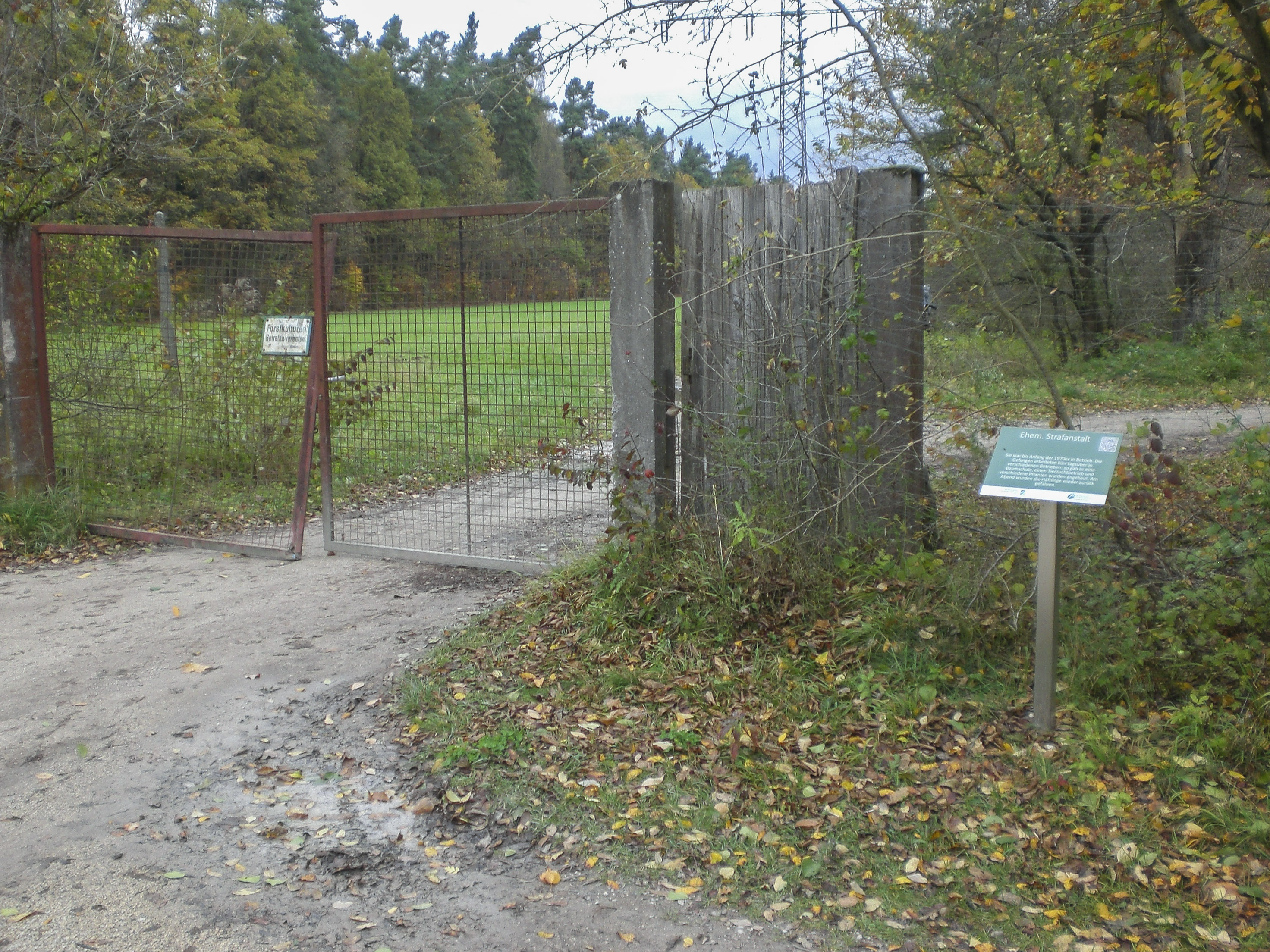
Ehemalige Strafanstalt